# Toyota Raum
Toyota Raum — 5-місний мінівен, який вперше з'явився в травні 1997 року. Друге покоління було випущено в травні 2003 року. Він продавався тільки в Японії в роздрібних каналах продажу Toyota Netz.
Назва транспортного засобу німецькою мовою означає «камера», «спальне місце», «кімната», «простір», «простір», «сфера», «сфера» та намагається підкреслити величезний обсяг простору, який містить відносно його розміру. Це пояснюється тим, що передні двері зі сторони водія та пасажира відкриваються стандартно, але задні двері ковзають назад і кріпляться до верхньої та нижньої частин дверних отворів і з’єднуються з передніми дверима. Raum використовує подібний підхід до дверей, який також використовувався на Mitsubishi RVR/Space Runner першого покоління.
Між передніми та задніми дверима немає дверного косяка, до якого двері кріпляться з боку пасажира, і переднє сидіння пасажира складається рівно, а потім його можна скласти вперед, залишаючись прикріпленим до підлоги передньою нижньою частиною сидіння. Задні сидіння можна скласти у співвідношенні 60:40 або скласти окремо вперед для рівної підлоги багажника.
Важіль перемикання передач автоматичної коробки передач встановлено на панелі приладів, що звільняє рівний простір між передніми сидіннями, що дозволяє пересуватися на заднє сидіння з салону автомобіля.
|                                    |
| Toyota Raum попередній фейсліфтінг |

|                                |
| Toyota Raum після фейсліфтінгу |

|                                |
| Toyota Raum після фейсліфтінгу |

Повністю змінений кузов був випущений 12 травня 2003 року і мав спільну платформу з Toyota Vitz. Захист від бокового удару було додатково покращено. Задні двері з боку пасажира можна відкрити електронним способом або за допомогою брелока з дистанційним керуванням. Двигун, який використовується в моделі другого покоління, спільний з Toyota Prius.
Ціни на модель 2009 року починаються з ¥1,596,000, а найвищий рівень починається з ¥1,984,500.
|                                  |
| Toyota Raum з відкритими дверима |

|                                    |
| Toyota Raum попередній фейсліфтінг |

|                                |
| Toyota Raum після фейсліфтінгу |

|                                |
| Toyota Raum після фейсліфтінгу |